# Daiting
Daiting ist eine Gemeinde im schwäbischen Landkreis Donau-Ries und ein Mitglied der Verwaltungsgemeinschaft Monheim.

## Geografie

### Geografische Lage
Die Gemeinde liegt an der Ussel in der Region Donau-Ries.

### Nachbargemeinden
- Benachbarte Städte: Monheim, Donauwörth
- Benachbarte Gemeinden: Tagmersheim, Marxheim, Buchdorf, Kaisheim

### Gemeindegliederung
Es gibt drei Gemarkungen, die in der Fläche den ehemaligen Gemeinden entsprechen, und sechs Gemeindeteile (in Klammern ist der Siedlungstyp angegeben):
- Daiting (Pfarrdorf) mit Nachermühle (Einöde)
- Natterholz (Kirchdorf)
- Hochfeld (Kirchdorf) mit Reichertswies (Kirchdorf) und Unterbuch (Kirchdorf)

Die Einöde Ederhof zählt zum Gemeindeteil Daiting.

## Geschichte

### Bis zur Gemeindegründung
Daiting wurde erstmals 1241 urkundlich erwähnt (Teytingen). Die auf der Daitinger Burg Meilenhart residierende Adelsfamilie von Meilenhart war Erbmarschall der Grafen von Lechsgmünd und starb Ende des 13. Jahrhunderts aus. Bedeutendste Persönlichkeit des Geschlechtes war wohl Reinboto von Meilenhart, der Bischof von Eichstätt wurde. Burg Meilenhart wurde 1421 in einem Rachezug ausgeraubt und zerstört. Der Ort kam später zum Herzogtum Pfalz-Neuburg, sodass nach dem Augsburger Religionsfrieden (1555) von 1560 bis 1621 die Bewohner von Daiting der evangelisch-lutherischen Konfession angehörten. 1818 entstand im Zuge der Reformen in Bayern die Gemeinde Daiting.

### 19. bis 21. Jahrhundert
Zu Beginn des 19. Jahrhunderts wurde im Tagebau erzhaltiges Gestein gefördert und mit Pferdefuhrwerken nach Obereichstätt transportiert, wo ein Schmelzofen stand. Um das Jahr 1860 wurde der Betrieb unrentabel, da der Eisengehalt des Erzes zu gering und die Transportkosten zu hoch waren.

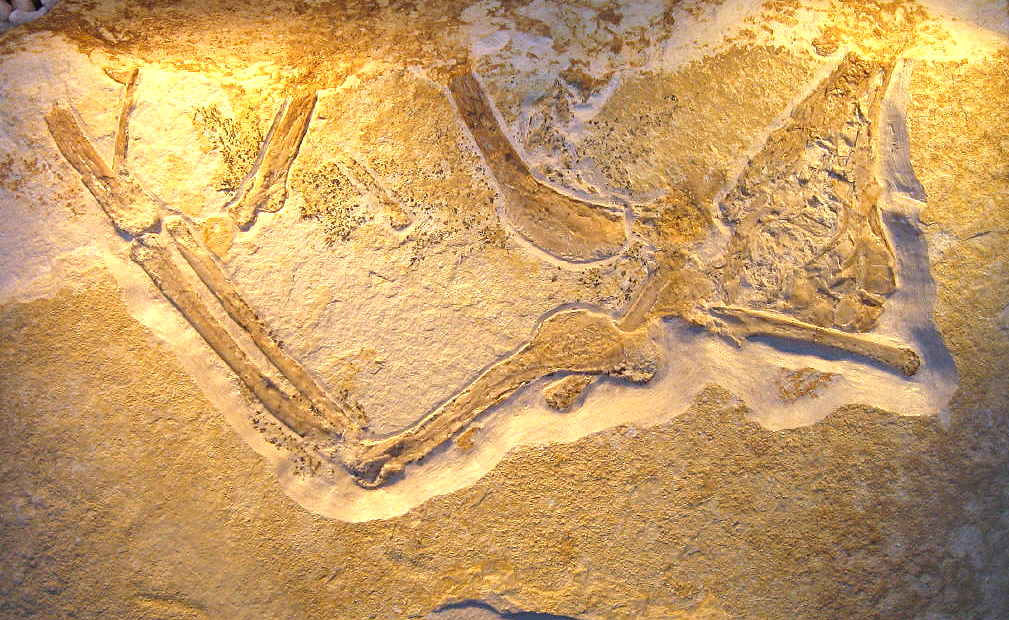
Das bei Daiting gefundene achte Exemplar des Archaeopteryx.

Ende der 1980er Jahre wurde das achte Exemplar des Archaeopteryx auf dem Gemeindegebiet gefunden.
Der nach der Schließung des letzten Geschäftes in der alten Lagerhalle entstandene Dorfladen Daiting öffnete am 13. Januar 2005.

### Eingemeindungen
Im Zuge der Gebietsreform in Bayern wurden am 1. Juli 1974 die Gemeinden Hochfeld und Natterholz eingegliedert.

### Einwohnerentwicklung
Zwischen 1988 und 2018 wuchs die Gemeinde von 721 auf 791 um 70 Einwohner bzw. um 9,7 %.

## Politik
Erster Bürgermeister ist seit Mai 2014 Roland Wildfeuer; er wurde für die Wahl am 15. März 2020 von allen drei parteilosen Wählergruppen nominiert und mit 82,4 % im Amt bestätigt.
Der Gemeinderat besteht aus dem Bürgermeister und weiteren acht Mitgliedern; diese sind in der Amtszeit 2020–2026:
- Freie Wählervereinigung Daiting 5 Sitze
- Freie Wählervereinigung Hochfeld, Reichertswies, Unterbuch 2 Sitze
- Freie Wählervereinigung Natterholz 1 Sitz

### Wappen
| Wappen von Daiting | Blasonierung: „Fünfmal geteilt von Blau und Gold, überdeckt mit einer eingeschweiften, rot bordierten silbernen Spitze, darin ein blaues Spatenblatt.“ |
| Wappen von Daiting | Wappenbegründung: Das Gemeindewappen erinnert an zwei ehemalige Adelsgeschlechter, die für die Ortsgeschichte eine wichtige Rolle gespielt haben: Die mehrfache Teilung von Blau und Gold ist dem Wappen der Grafen von Graisbach-Lechsgemünd entnommen, zu deren Besitz Daiting bis 1342 gehörte. Die heraldische Spitze stellt das Wappenbild der Ritter von Meilenhart dar. Ihre Burg lag im Gemeindegebiet. Die Familie ist von 1087 bis 1310 urkundlich nachweisbar. Sie waren Ministerialen der Grafen von Graisbach. Das Spatenblatt erinnert an den Erzabbau, der im 19. Jahrhundert dem Ort einen wirtschaftlichen Aufschwung bescherte. Das im Tagebau gewonnene Roheisen wurde im Eisenwerk Obereichstätt verhüttet. Dieses Wappen wird seit 1963 geführt. |

## Kultur

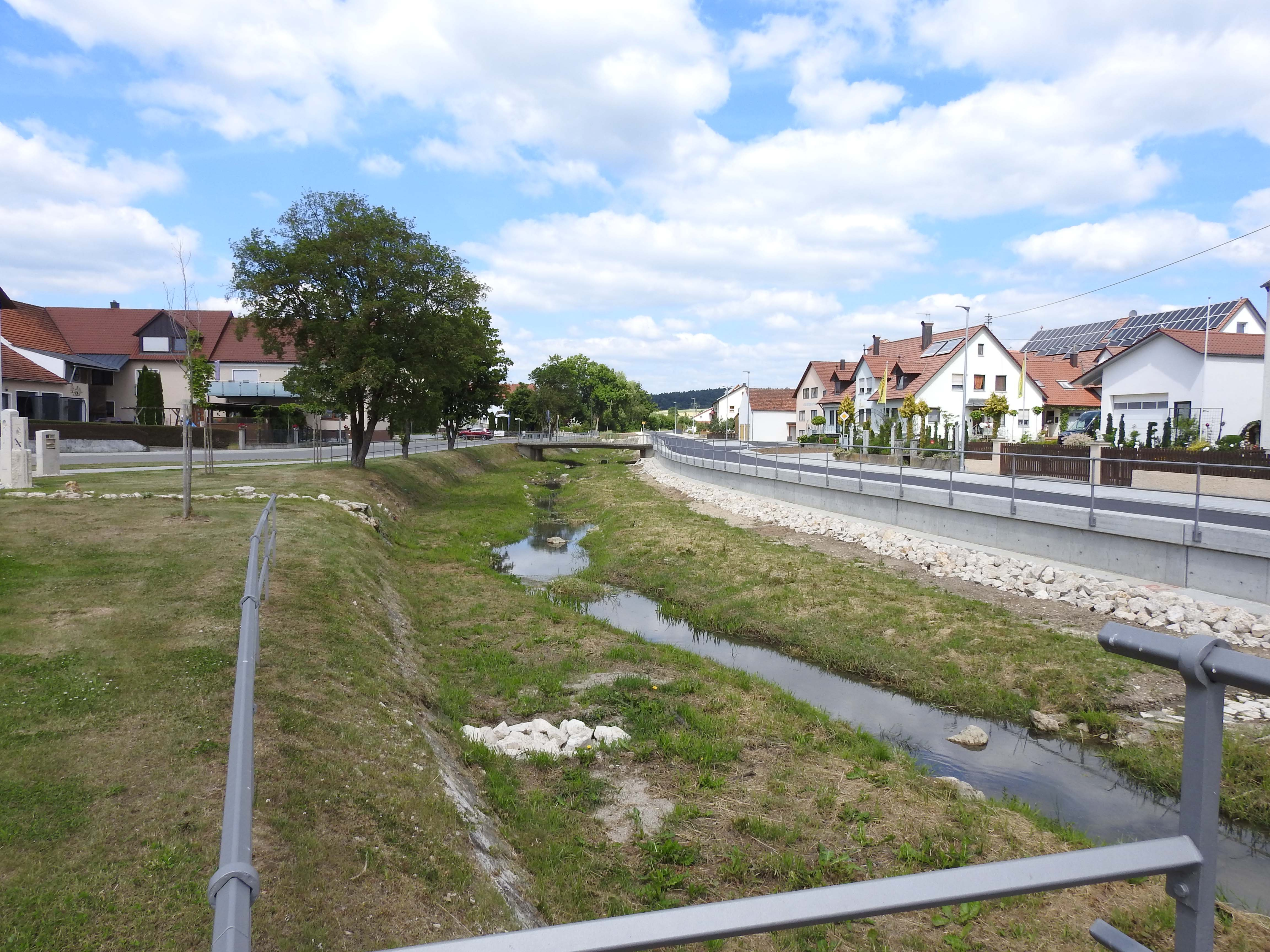
Ortsmitte Daiting

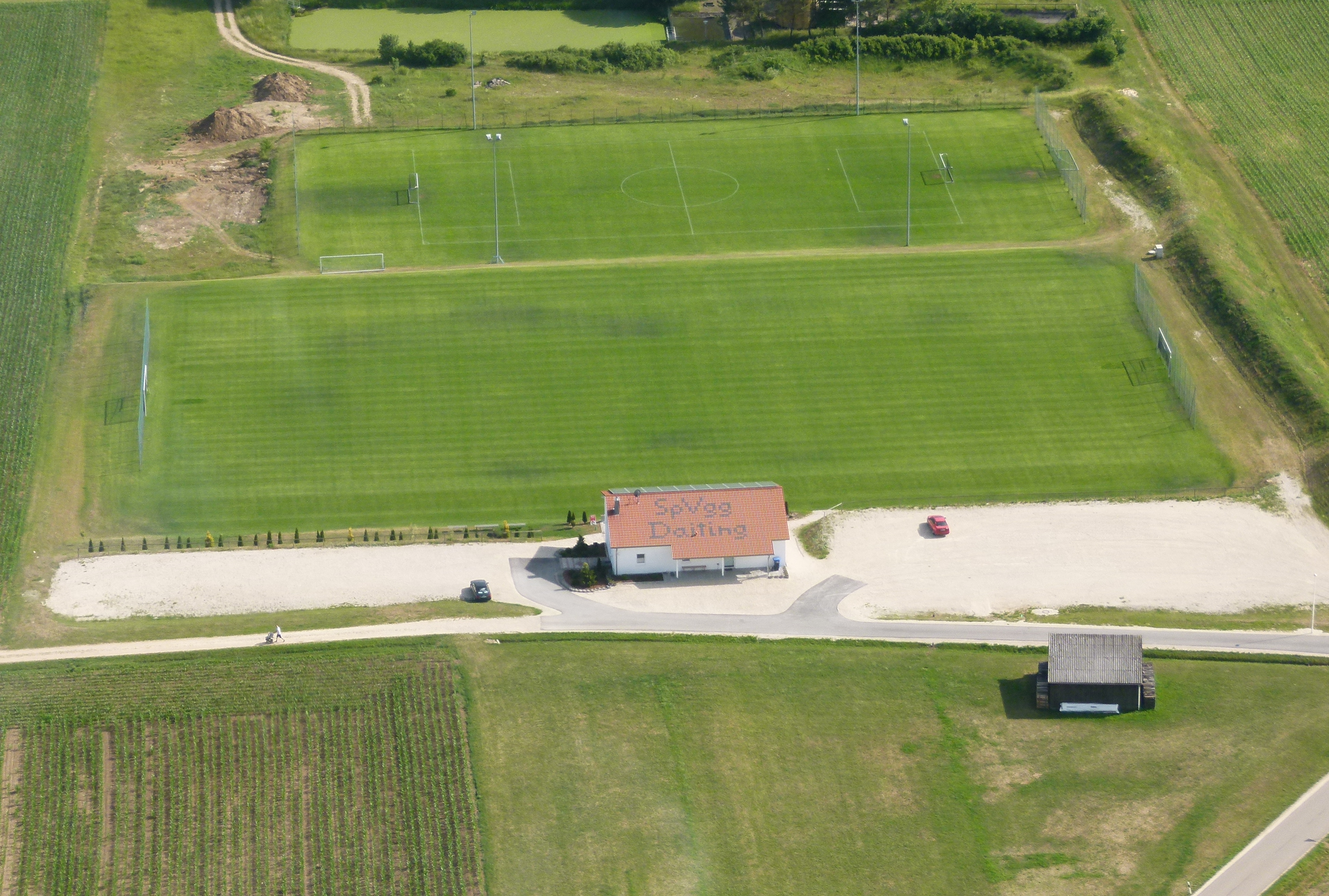
Luftaufnahme des Sportplatzes in Daiting

Der Gemeindeteil Unterbuch mit nur ca. 60 Einwohnern ist bekannt durch den Schnupfclub Unterbuch, der regelmäßig die ersten Plätze bei nationalen und internationalen Schnupfmeisterschaften belegt.
Der örtliche Sportverein ist die SpVgg Daiting.

## Wirtschaft und Infrastruktur

### Arbeitsplätze und Landwirtschaft
2017 gab es in der Gemeinde 20 sozialversicherungspflichtige Arbeitsplätze. Von der Wohnbevölkerung standen 346 Personen in einem versicherungspflichtigen Beschäftigungsverhältnis. Damit war die Zahl der Auspendler um 326 Personen größer als die der Einpendler. 4 Einwohner waren arbeitslos. 2016 gab es 34 landwirtschaftliche Betriebe.

### Bildung
2018 bestand eine Kindertageseinrichtung mit 30 Plätzen und 19 Besuchern.

## Persönlichkeiten
- 1402 wurde in Daiting Friedrich Reiser geboren; er war eine der wichtigsten Persönlichkeiten innerhalb der waldensischen Glaubensgemeinschaft im 15. Jahrhundert. Er bemühte sich um einen Zusammenschluss mit den Hussiten und wurde 1458 in Straßburg als Ketzer auf dem Scheiterhaufen hingerichtet.
- Beda Mayr (1742–1794), Theologe